# فيليب لوغان
فيليب لوغان (بالإنجليزية: Phillip Logan)‏ هو سياسي بريطاني، ولد في 4 يوليو 1989 في المملكة المتحدة. حزبياً، نشط في الحزب الديمقراطي الاتحادي. في 2016 Northern Ireland Assembly election ‏، انتخب Member of the 5th Northern Ireland Assembly ‏ عن دائرة شمال أنترم ‏ وقد انضم خلال فترته النيابية ‏ (7 مايو 2016 – 26 يناير 2017)  للكتلة البرلمانية الحزب الديمقراطي الاتحادي.